# Папуа — Новая Гвинея на Универсиадах
Папуа — Новая Гвинея принимает участие в Универсиадах начиная с летней Универсиады 1985 года в Кобе. На зимних Универсиадах спортивная делегация Папуа — Новой Гвинеи не участвовала ни разу.
На настоящее время (после летней Универсиады 2021 и зимней Универсиады 2023) спортсмены Папуа — Новой Гвинеи на всех Универсиадах медалей не завоевали.